# Gabriel Toubia
Gabriel Toubia (* 15. August 1930 in Darbechtar, Libanon; † 6. April 1997) war maronitischer Erzbischof von Tripoli im Libanon.

## Leben
Gabriel Toubia wurde am 16. April 1960 zum Priester geweiht. Seine Ernennung zum Erzbischof von Tripoli erfolgte am 2. Juli 1993.
Am 31. Juli 1993 wurde er vom Maronitischen Patriarchen von Antiochien Nasrallah Boutros Kardinal Sfeir und den Mitkonsekratoren Erzbischof Antoine Joubeir (seinem Vorgänger) und dem Weihbischof in Antiochien Roland Aboujaoudé zum Bischof geweiht. Während seiner Amtszeit, die nur drei Jahre und neun Monate dauerte, assistierte er als Mitkonsekrator bei der Weihe von Joseph Khoury zum Titularbischof von Chonochora.